# 4e brigade marocaine
Pour les articles homonymes, voir 4e brigade et brigade marocaine.
La 4e brigade marocaine est une unité militaire française de la Première Guerre mondiale, formée en septembre 1914 avec des troupes venues du Maroc : de l'infanterie coloniale, des tirailleurs sénégalais et des tirailleurs algériens et tunisiens.

## Dates clefs et rattachements
- septembre 1914 : création de la 4e brigade du Maroc, isolée
- avril 1915 : rattachée à la 152e division d'infanterie[1]
- décembre 1915 : rattachée à la 38e division d'infanterie[2]
- juillet 1918 : dissolution de la brigade[2]

## Chefs de corps
- septembre 1914 : général Gouraud
- septembre 1914 : colonel Savy

## Composition

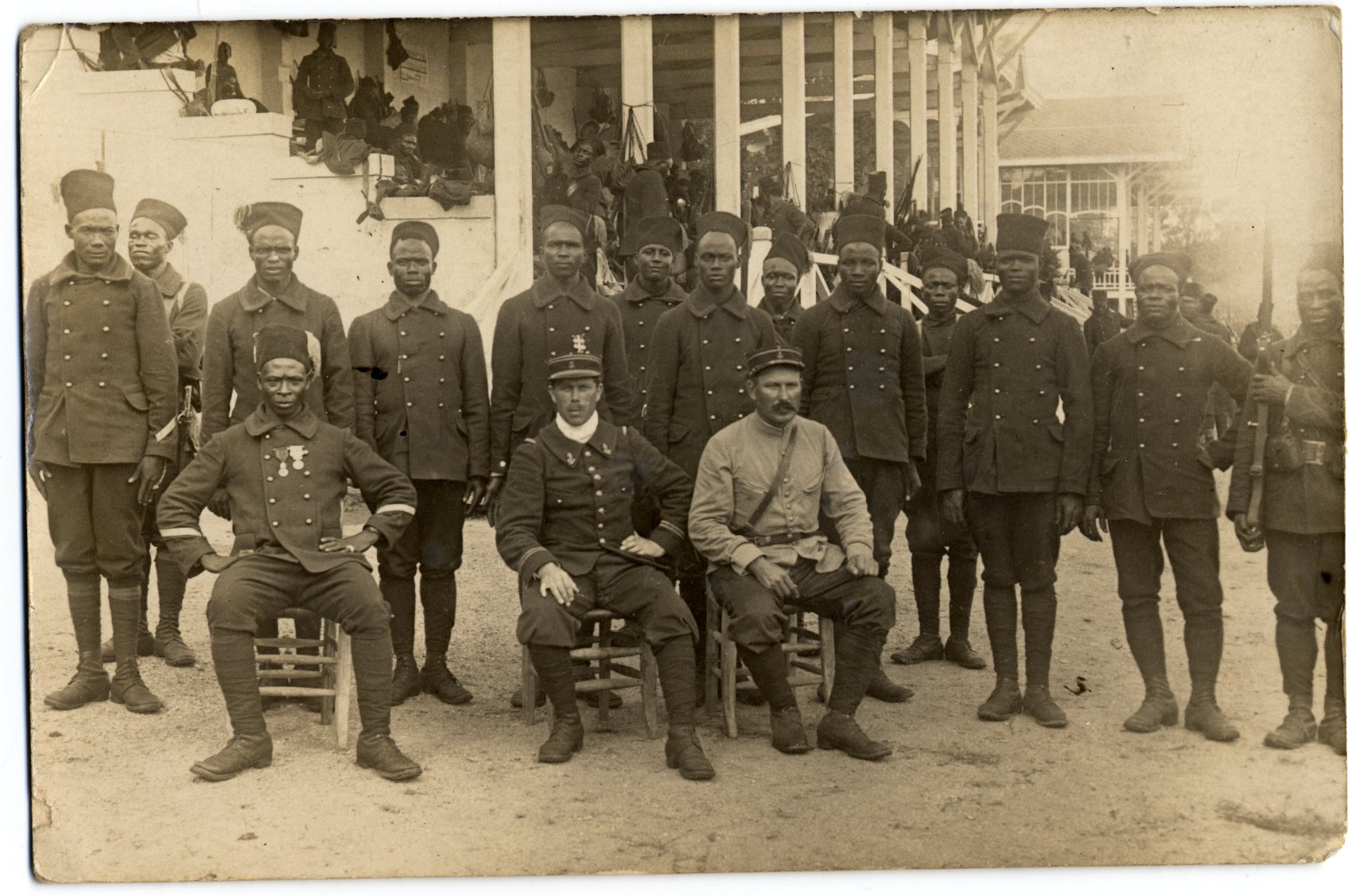
Officiers et soldats du 8e bataillon de tirailleurs sénégalais du Maroc, rattachés au 1er régiment mixte d'infanterie coloniale du Maroc, à Bordeaux le 12/9/1914.

En septembre 1914, la brigade était constituée des deux régiments de marche suivants :

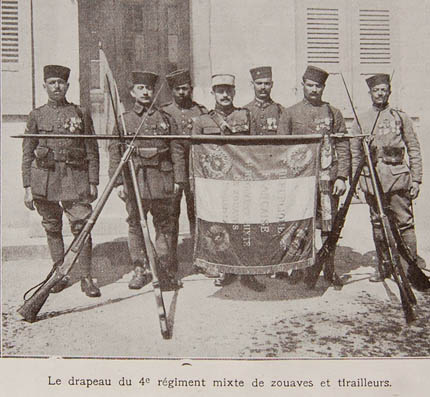
Zouaves et tirailleurs autour du drapeau du 4e RMZT.

- 1er régiment de marche mixte d'infanterie coloniale du Maroc[3] :
  - 4e bataillon d'infanterie coloniale du Maroc,
  - 8e bataillon de tirailleurs sénégalais du Maroc,
  - 12e bataillon de tirailleurs sénégalais du Maroc.
- 8e régiment de marche de tirailleurs du Maroc[4] :
  - 2e bataillon du 4e régiment de tirailleurs indigènes,
  - 1er et 6e bataillons du 8e régiment de tirailleurs indigènes.

En novembre 1914, le 1er régiment de marche mixte d'infanterie coloniale du Maroc est fusionné avec le régiment de marche colonial du Maroc, venu de la 1re brigade marocaine de la division marocaine et constitué des 6e, 7e et 9e bataillons d'infanterie coloniale du Maroc. Les 6e et 9e bataillons remplacent les deux bataillons de tirailleurs sénégalais, tandis que le 7e bataillon est dissous pour renforcer les autres bataillons,.
En juin 1915, le 1er RMIC devient le régiment d'infanterie coloniale du Maroc et le 8e RMT devient le 4e régiment mixte de zouaves et tirailleurs (remplacement du 2/4e RTT par le 6e bataillon du 4e régiment de zouaves).
Lors de l'assaut pour la reprise du fort de Douaumont en octobre 1916, le RICM est renforcé par deux compagnies du 43e bataillon de tirailleurs sénégalais et deux compagnies du 1er bataillon de tirailleurs somalis.
En avril 1918, le 6/4e RZ est remplacé au 4e RMZT par le 7e bataillon du 8e régiment de tirailleurs indigènes.